# Merkinė
Merkinė (polonais : Merecz, Yiddish: מערעטש) est un village situé dans le parc national de Dzūkija
en Lituanie.

## Histoire

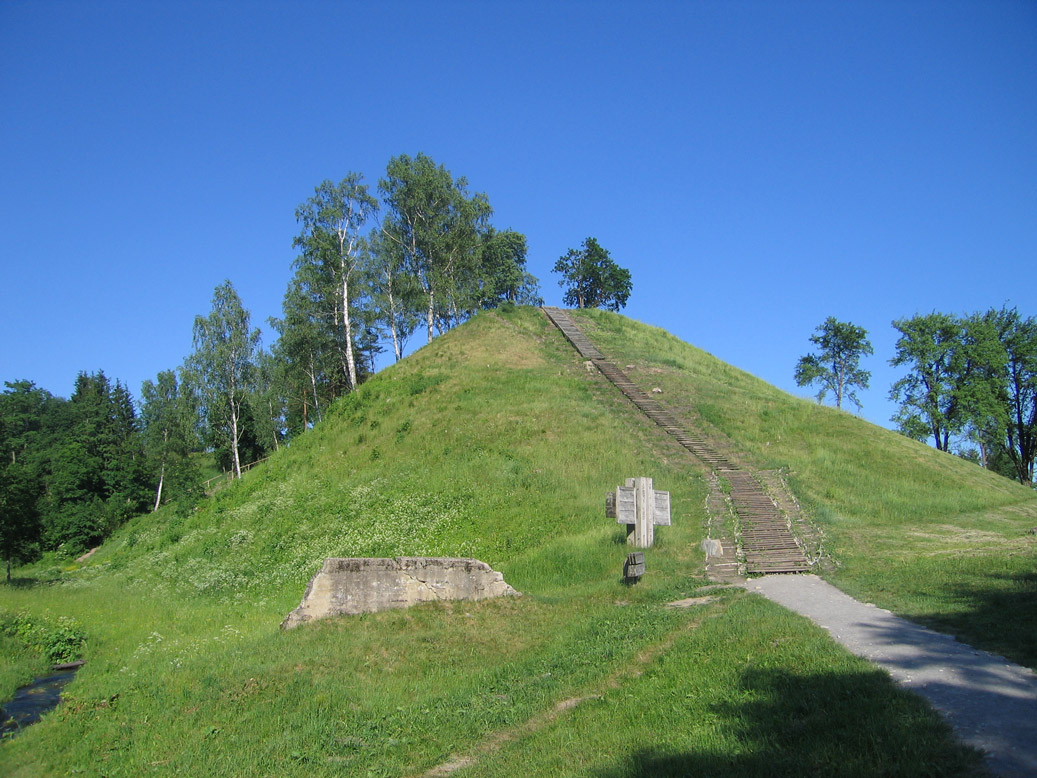
Butte à Merkinė

La ville possède un château mentionné pour la première fois en 1359. La première église est construite de 1387-1392 par Vytautas le Grand et Władysław II. 
En 1569 la ville obtient les droits de Magdebourg de la part de la république des Deux Nations
La ville était un lieu de villégiature pour Ladislas IV Vasa  et il y décède en 1648.

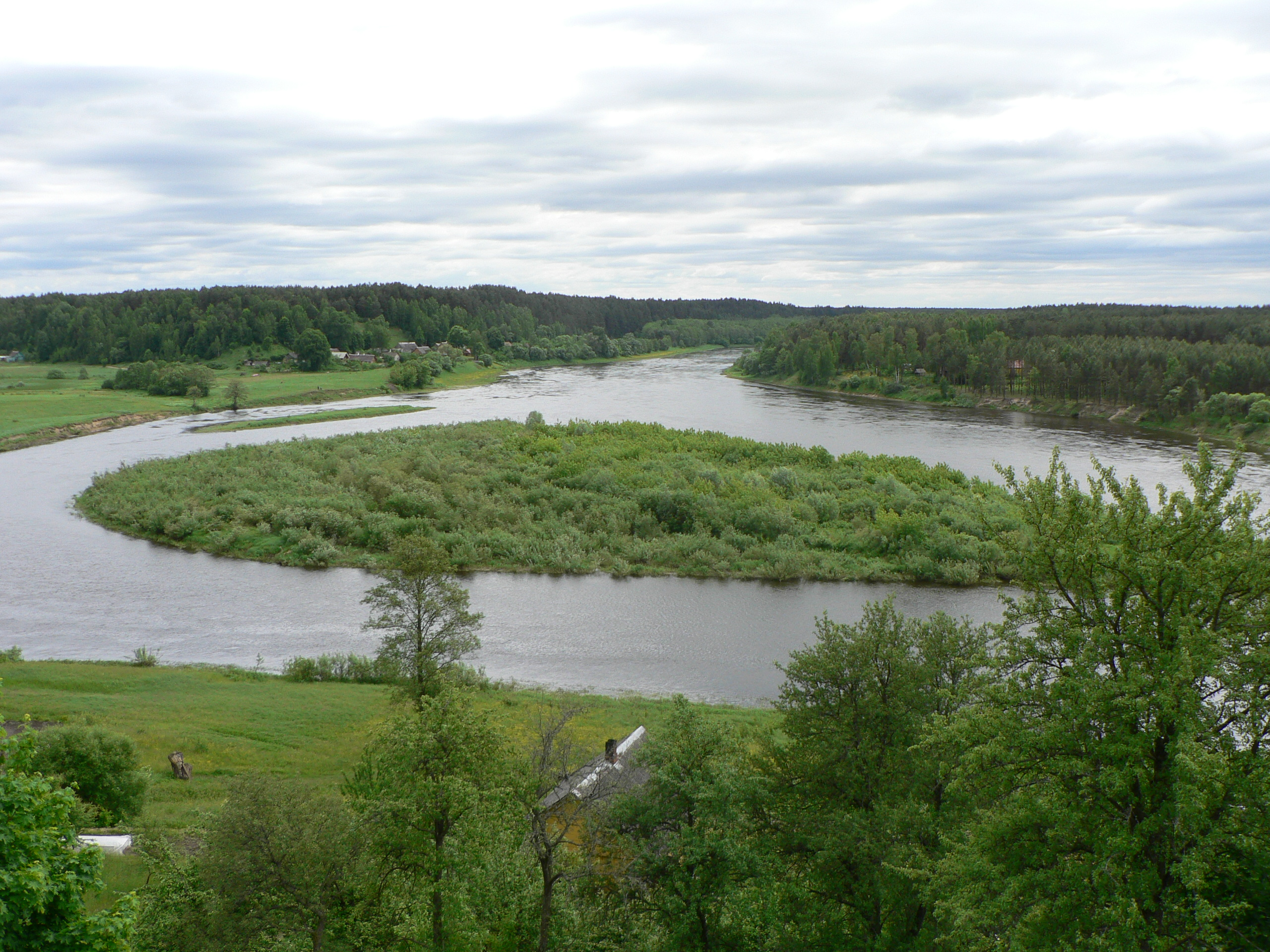
Bord de la rivière Nemunas à Merkinė

La première mention d'une communauté juive dans la ville remonte à 1539. Au XIXe siècle de nombreux érudits juifs viennent de la ville tels que Mordecai Melzer, Isaac Magolis et son fils Max Margolis, de l'université de Californie.
Des années 1920 à la Seconde Guerre mondiale, la ville est sur le territoire polonais.
Le 10 septembre 1941, 854 juifs de la ville et des villages voisins de Leipalingis, Liškiava et Seirijai sont assassinés dans une exécution de masse perpétrée par un einsatzgruppen de fascistes lituaniens. Après l'occupation soviétique dans les environs de Merkine, les partisans lituaniens du district militaire de Dainava ont été actifs. Dans les villages autour de Merkine, les bataillons soviétiques de destruction ont brûlé 48 domiciles en tuant 37 personnes. 120 personnes ont été arrêtés. La colline de croix de Merkine - le mémorial pour honorer ceux qui sont morts pour la liberté de Lituanie, a été créé en 1989.

## Étymologie
Le nom de la ville vient du celui de la rivière Merkys, qui provient de merkti, le mot qui signifie « tremper » en lituanien.

La vue depuis la butte de Merkinė.

## Honneur
L'astéroïde (308934) Merkinė est nommé en son honneur.